# Todtescher Berg
Der Todtesche Berg ist eine Erhebung im Kroppental an der Wethau in Sachsen-Anhalt.

## Beschreibung
Der Todtesche Berg und die übrigen Kammlagen haben die Höhe von 150 m.
Er diente lange als Weinberg und liegt bei Schönburg, nahe Naumburg (Saale) zwischen der „Neuen Welt“ und dem Petersgrund.
Der Name geht auf den ersten Eigentümer aus der Familie Todte, den Bäcker Sebald Todte, zurück. Er hatte das Grundstück 1668 vom Kunstmaler Johann Schleußner erworben, der auch viel für Kirchen arbeitete. Der Reblausbefall machte Anfang des 20. Jahrhunderts dem Weinanbau hier ein Ende. Als Überbleibsel des Weinanbaus ist die noch sichtbare Trockenmauer erhalten. Bis zu Mitte der 1960er Jahre blieb das Grundstück im Besitz der Familie Todte. Der letzte Eigentümer aus dieser Familie war Albin Karl Todte (1889–1966). Heute ist der Berg bewaldet. Gegenüber, jenseits der Kroppentalstraße, besaß die Familie mehrere kleine, nicht zusammenhängende Felder, auf denen Landwirtschaft betrieben wurde. Auf Wanderkarten wird die Erhebung bis heute als Todtescher Berg verzeichnet.
Der Name des Kroppentals geht auf das untergegangene Dorf Kroppen zurück.

## Steinerner Engel

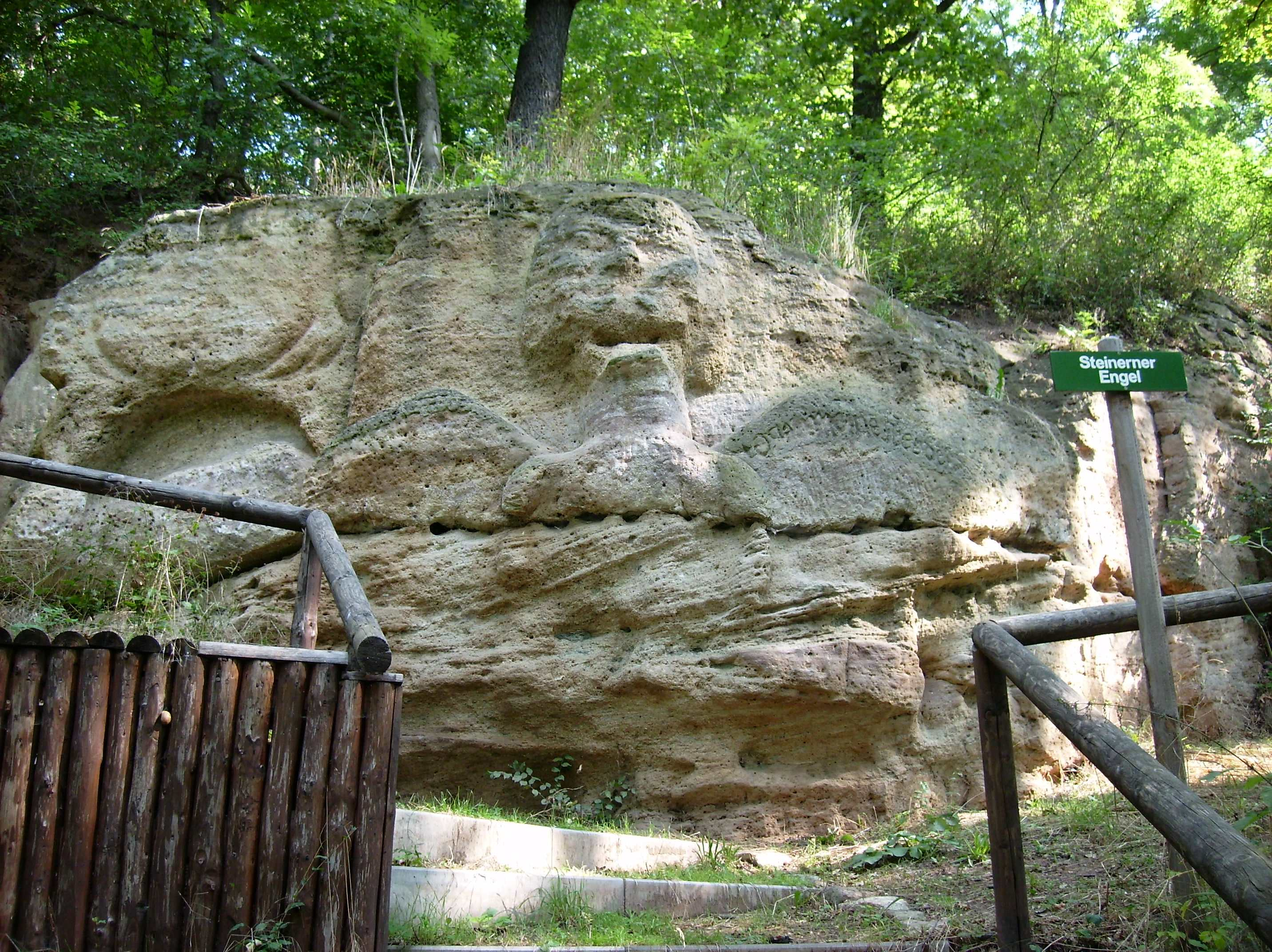
Steinerner Engel im Kroppental

Am Fuße dieses Berges, gut erreichbar über die Kroppentaler Straße, befindet sich das Steinrelief Steinerner Engel, das direkt aus dem dortigen Buntsandstein gearbeitet wurde. Auf den Flügeln ist die kaum noch lesbare Inschrift Breit aus die Flügel beide o Jesu meine Freude angebracht, eine Zeile aus dem Lied Nun ruhen alle Wälder von Paul Gerhardt. Der untere Bereich ist nicht völlig verwaschen, wie es scheinen könnte, sondern wurde regelrecht ausgehöhlt, um möglicherweise für die Weinbergsarbeiter als Unterstand bei Regenwetter und als Feuerstelle zu dienen. Dies alles geriet in Vergessenheit, sodass bereits in den 1930er Jahren von einem vergessenen alten Steinbild geschrieben wurde.
Wer das Relief schuf, ist unbekannt. In Großjena befindet sich das Steinerne Album, das Johann Christian Steinauer schaffen ließ. Möglicherweise besteht zwischen beiden direkt aus den Fels gearbeiteten Reliefs ein Zusammenhang, zumal sie beide um 1700 entstanden: der Steinerne Engel 1714 und das Steinerne Album 1722. Beiden ist jedenfalls gemein, dass sie zur Verzierung eines Weinbergs dienten. Seit 1997 wird versucht, den Steinernen Engel der Vergessenheit zu entreißen.
Der Steinerne Engel steht auf der Liste der Kulturdenkmale in Schönburg (Saale).